# Patrick Fogli
Patrick Fogli (Bologna, 1971) è uno scrittore e sceneggiatore italiano.

## Biografia
Nato nel 1971 a Bologna, vive sull'Appennino reggiano e lavora come ingegnere elettronico. 
Laureato in ingegneria elettronica, ha esordito nella narrativa nel 2006 con il thriller Lentamente prima di morire e ha in seguito dato alle stampe altri 10 romanzi e un'opera umoristica con Paolo Cevoli. 
Attivo anche al cinema come sceneggiatore, con A chi appartiene la notte ha vinto il Premio Scerbanenco 2018 battendo in finale Maurizio De Giovanni, Giorgia Lepore, Ilaria Tuti e Piergiorgio Pulixi.

## Opere

### Romanzi
- Lentamente prima di morire, Casale Monferrato, Piemme, 2006 ISBN 88-384-1088-7.
- Fragile, Bologna, Perdisa Pop, 2007 ISBN 978-88-8372-424-4.
- L' ultima estate di innocenza, Casale Monferrato, Piemme, 2007 ISBN 978-88-384-7649-5.
- Il tempo infranto, Casale Monferrato, Piemme, 2008 ISBN 978-88-566-0031-5.
- Lentamente prima di morire, Casale Monferrato, Piemme, 2009 ISBN 978-88-566-0381-1.
- Vite spericolate, Milano, Ambiente, 2009 ISBN 978-88-96238-04-2.
- Non voglio il silenzio: il romanzo delle stragi con Ferruccio Pinotti, Milano, Piemme, 2010 ISBN 978-88-566-1472-5.
- La puntualità del destino, Milano, Piemme, 2012 ISBN 978-88-566-1189-2.
- Dovrei essere fumo, Milano, Piemme, 2014 ISBN 978-88-566-1190-8.
- Io sono Alfa, Milano, Frassinelli, 2015 ISBN 978-88-88320-69-4.
- A chi appartiene la notte, Milano, Baldini+Castoldi, 2018 ISBN 978-88-93880-62-6.
- Il signore delle maschere, Milano, Mondadori, 2019 ISBN 978-88-04-71691-4.
- Così in terra, Milano, Mondadori, 2022 ISBN 978-88-04-74969-1.

### Miscellanea
- Si vive solo 200 volte con Paolo Cevoli, Milano, Rizzoli, 2008 ISBN 978-88-17-02016-9.

## Filmografia parziale
- Neve, regia di Stefano Incerti (2014) (coautore della sceneggiatura)